# Atalanda
atalanda ist ein deutsches Dienstleistungsunternehmen, das Plattformen für regionale Online-Marktplätze anbietet und in mehreren Städten Deutschlands sowie in der Schweiz in Bern und Zürich aktiv ist (Stand: 2018).

## Angebot
Das Unternehmen hat lokale Online-Marktplätze in mehreren Städten Deutschlands – Alfeld, Attendorn, Bedburg, Bitterfeld-Wolfen, Bochum, Braunau-Simbach, Eisleben, Ettlingen, Freilassing, Göppingen, Günzburg, Hamburg, Heilbronn, Homburg, Monheim am Rhein, Pfaffenhofen an der Ilm, Wolfenbüttel, Wuppertal – sowie in Bern und Zürich in der Schweiz aktiv (Stand: 2018).
Händler können zwischen einem Unternehmensprofil ohne Online-Verkauf, mit regionalem Online-Verkauf oder auch mit Versand wählen. Neben einer monatlichen Gebühr sind 8 % des Nettowarenwerts an den Betreiber zu zahlen. Sie dürfen dem Kunden Lieferkosten bis in Höhe eines Festbetrags in Rechnung stellen.
Konsumenten können über die Plattform Produkte aus regionalen Geschäften einkaufen. Je nach Ausprägung des lokalen Online-Marktplatzes können sie Waren bestellen und selbst abholen, oder sie lokal oder eventuell national liefern lassen. Das Unternehmen wirbt damit, dass für lokale Bestellungen, die bis spätnachmittag aufgegeben werden, eine Lieferung am selben Tag erfolgt. Für den Umtausch können Waren zurückgeschickt oder im Geschäft zurückgebracht werden.
Atalanda stellt sich selbst als Ergänzung zu Amazon oder ebay dar. Es sei besonders geeignet für Kunden, die erst im Internet recherchieren, wo sie welche Produkte vor Ort erhalten können, und sie dann im stationären Handel kaufen (siehe auch research online, purchase offline: ROPO-Effekt).

## Geschichte
Atalanda wurde 2012 von Roman Heimbold gegründet und teilweise durch Crowdfunding finanziert.
Der erste regionale Online-Marktplatz von atalanda entstand in Wuppertal mit dem Namen „Online City Wuppertal“ (2014). Es folgten Mönchengladbach (2015), Göppingen (2015) und weitere Städte.

## Kooperationen
Lieferungen erfolgen durch Kuriere, die über der Logistikplattform atalogics vermittelt werden, sowie durch den Partner DHL. Für Auslieferungen in Bern und Zürich kooperiert alanda mit der Schweizer Post.
Atalanda kooperiert mit Händlervereinigungen, Wirtschaftsförderungen und lokalen Medien.
Das Unternehmen ist Mitglied im Netzwerk der Local Commerce Alliance.

## Medienecho
Über atalanda und die von dem Unternehmen errichteten Marktplätze wurde in zahlreichen Medien berichtet, darunter ZDF, Stern, Süddeutsche Zeitung und Welt. Die lokale Online-Plattform wird u. a. als Möglichkeit für den lokalen Handel dargestellt, angesichts großer Online-Anbieter zu bestehen, sowie als ein Hoffnungsträger für die Innenstädte.